# HEK (Haus der Elektronischen Künste)

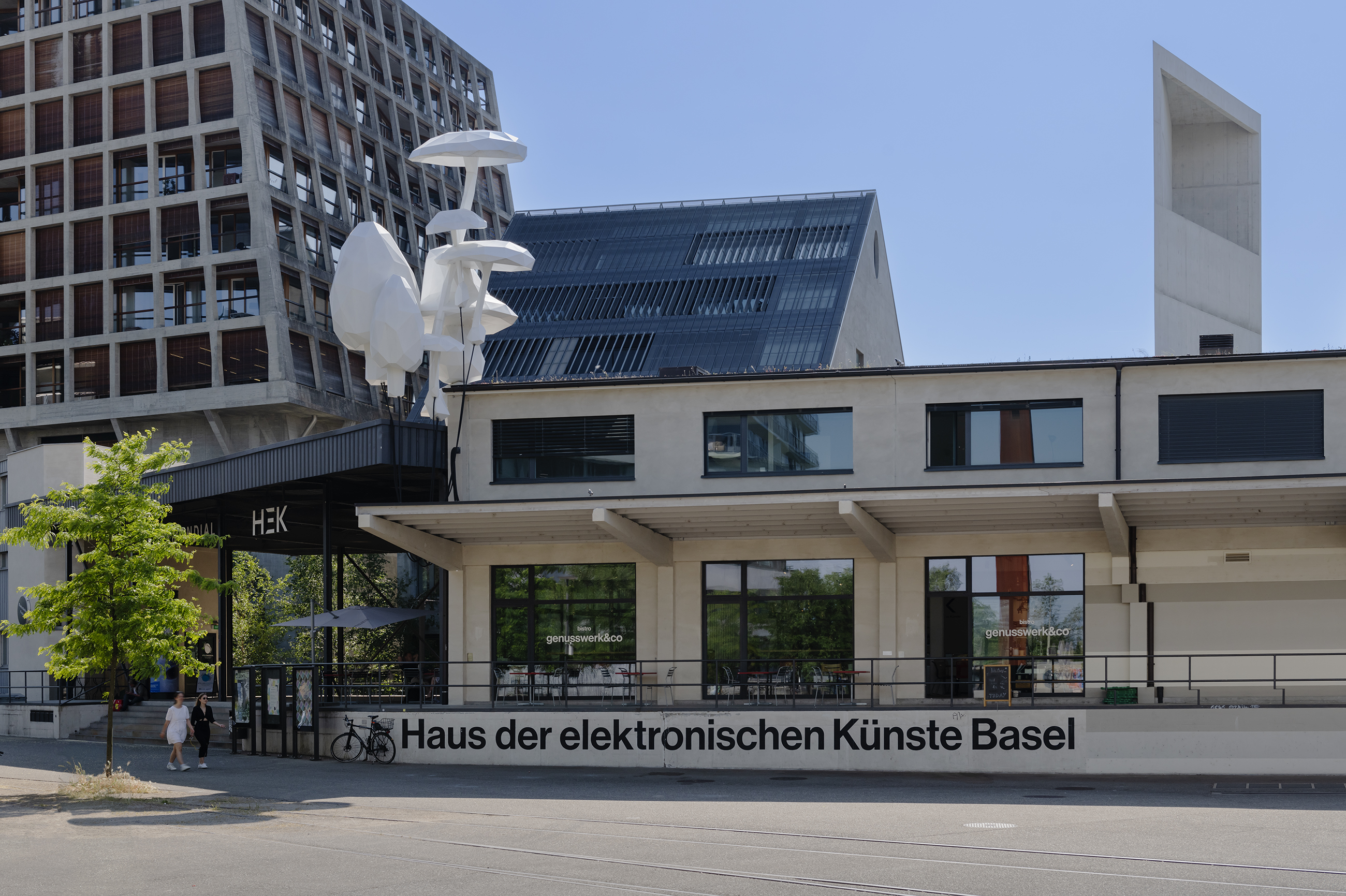
HEK (Haus der Elektronischen Künste) Aussenansicht, 2023, Foto Franz Wamhof

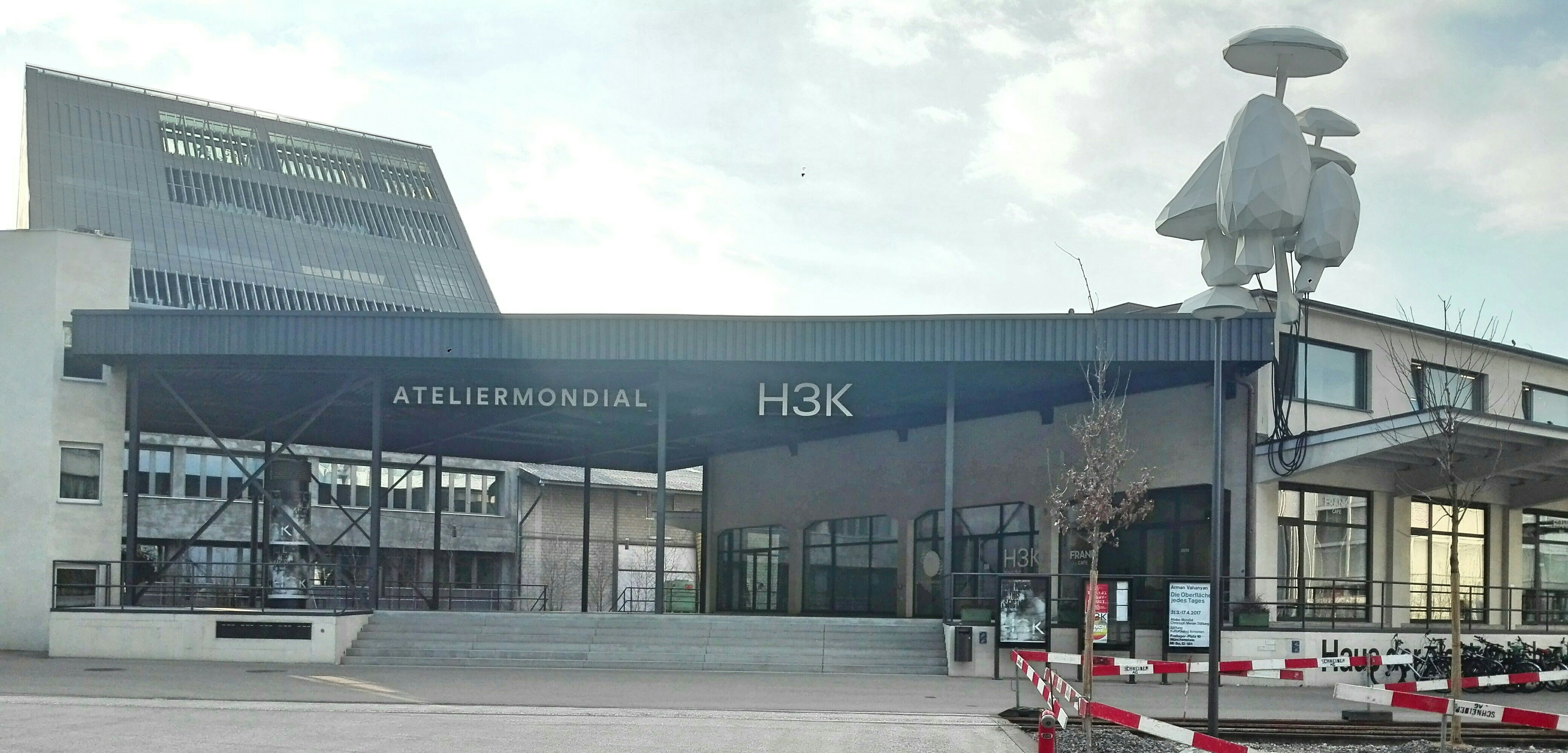
Das Haus der Elektronischen Künste auf dem Dreispitzareal in Münchenstein bei Basel, 2017

Das HEK (Haus der Elektronischen Künste), ehemals Haus für elektronische Künste Basel, ist ein 2011 eröffnetes Museum und Kulturzentrum für zeitgenössische Kunst im Bereich der elektronischen Medien. Es befindet sich auf dem Dreispitzareal am Freilagerplatz 9 in Münchenstein.

## Geschichte
Das HEK ist entstanden aus einem Zusammenschluss des Medienkunstbetriebs plug.in und des von plug.in mitinitiierten Festivals Shift – Festival der elektronischen Kunst, das von 2007 bis 2011 jährlich stattfand. Trägerin des Museums ist die Stiftung Haus der elektronischen Künste Basel, die 2011 ihre Tätigkeit aufnahm. Den Vorsitz hat Annette Schönholzer. Finanziert wird der Betrieb mit Subventionen der Christoph Merian Stiftung, der Kantone Basel-Stadt und Basel-Landschaft sowie des schweizerischen Bundesamts für Kultur. Im selben Jahr eröffnete das HEK als eine der ersten Institutionen auf dem Dreispitzareal, einem ehemaligen Zollfreilager im Besitz der Christoph Merian Stiftung. Seit 2012 wird das HEK von Sabine Himmelsbach geleitet.
Im Oktober 2014 bezog das HEK die jetzigen Räumlichkeiten am Freilager-Platz 9, die nach dem Umbau durch die Architekten Rüdisühli Ibach dem HEK neue und größere Flächen für Wechselausstellungen, Vermittlung und Veranstaltungen bieten. Die Neueröffnung des Hauses fand am 21. November 2014 statt. Das HeK zählte im Jahr 2023 insgesamt 22'275 Eintritte.
Seit 2018 werden im HEK die Pax Art Awards verliehen.

## Struktur und Tätigkeit
Das HEK versteht sich als nationales Kompetenzzentrum für Kunstformen, die sich durch neue Technologien und Medien ausdrücken und diese reflektieren.
Ziel ist ein Ort, an dem kreative und kritische Diskurse über die ästhetischen, gesellschaftspolitischen und ökonomischen Auswirkungen von Medientechnologien stattfinden können. Neben Ausstellungen richtet das HEK kleinere Festivalformate, Performances, Konzerte und Vermittlungsangebote aus, die Themen in Verbindung mit zunehmenden Digitalisierung aufgreifen.

## Sammlung
Neben seiner Ausstellungstätigkeit und dem Organisieren verschiedener Veranstaltungen hat das HEK eine Sammlung von Kunstwerken. Während die Sammlung zunächst stark auf dem Konzept der Gründer Annette Schindler und Reinhard Storz basierte, fand in der Gründungsphase des Museums eine inhaltliche Neupositionierung statt, die auch in der Sammlung neue Schwerpunkte setzte. Die Frage, wie digitale Arbeiten konserviert werden können spielt hierbei eine entscheidende Rolle. Das Augenmerk liegt bei der Auswahl von Werken für die Sammlung nicht spezifisch auf technischen Formaten, sondern auf inhaltlichen Fragestellungen, die mit einer sich digitalisierenden Welt zusammenhängen. Unter anderem befinden sich Arbeiten von folgenden Künstlerinnen und Künstlern in der Sammlung des HEK: Philipp Gasser, Yves Netzhammer, Hervé Graumann, Studer / van den Berg, Esther Hunziker, collectif_fact und Mélodie Mousset.

## Ausstellungen
- 3. September bis 13. November 2022: Earthbound – Im Dialog mit der Natur[9][10]